# Betchworth Castle

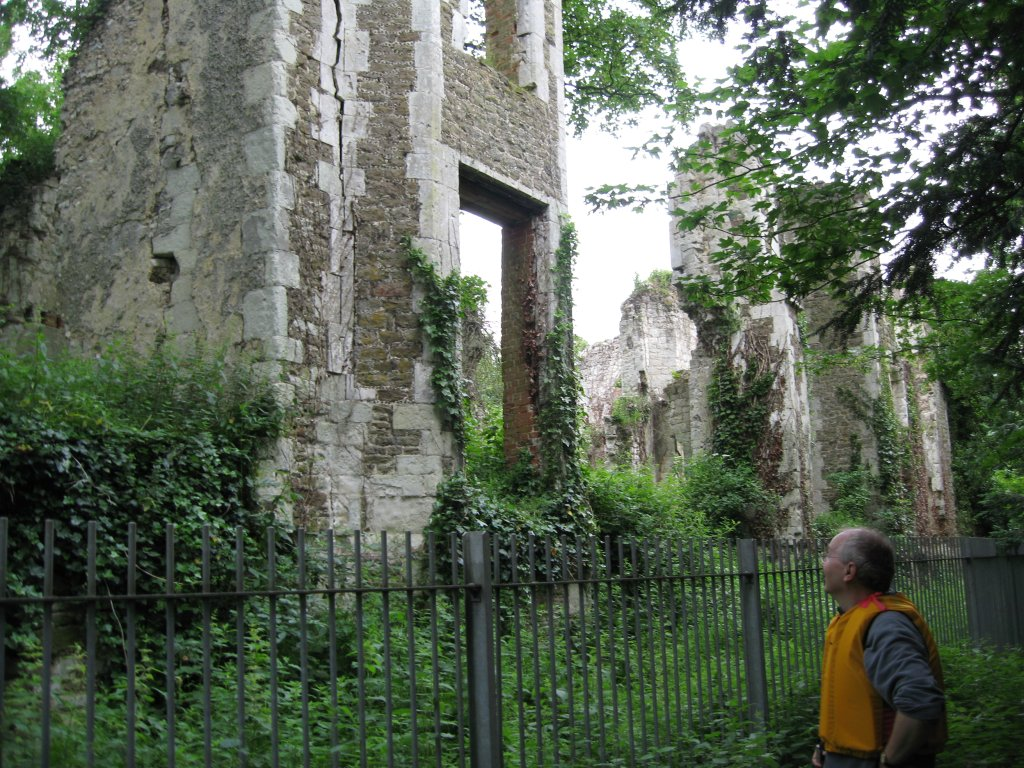
Betchworth Castle

Betchworth Castle ist eine Burgruine im Norden der Pfarre Brockham in der englischen Grafschaft Surrey. Das ehemalige, mittelalterliche, befestigte Haus liegt auf einem Sandsteinfelsen über dem Westufer des Flusses Mole. Die Ruine ist ein Scheduled Monument und English Heritage hat sie als historisches Gebäude II. Grades gelistet.

## Geschichte

### Mittelalter
Betchworth (oder Beechworth) Castle war der Sitz der Grundherrschaft von West Betchworth und gehörte zu Zeiten des Domesday Book Richard de Tonbridge. Seine Anfänge waren Erdwerke, die Richard FitzGilbert im 11. Jahrhundert errichten ließ. 1373 wurde die Burg Richard FitzAlan, 10. Earl of Arundel, zu Lehen gegeben. Dessen Sohn, John FitzAlan, 1. Baron Arundel, Earl Marshall von England baute sie 1379 in eine Steinburg um. Durch Heirat gelangte Sir Thomas Browne, Sheriff von Kent, an die Burg. Er erbaute sie 1448 als befestigtes Haus neu.

### Die Brownes als Landbesitzer
Sir Thomas Browne war auch Treasurer of the Household von König Heinrich IV.

### Nach Stuart-Restauration und Aufklärung
Betchworth Castle blieb in Händen der Familie Browne bis zum Tod des zweiten und letzten Baronets Sir Adam Browne 1690. Umbauten erfolgten durch einen unbekannten Architekten 1705 und 1799 durch den Architekten Sir John Soane. 1725 vermachte Mrs Margaret Fenwicke von Betchworth Castle £ 200 an eine Stiftung, um Land zu kaufen, Kinder zu unterrichten und Mägde, “die in Betchworth geboren und dort sieben Jahre in derselben Stellung verblieben sind”, zu verheiraten (mit einer kleinen Witwenrente). Der Rest, soweit vorhanden, sollte an die Armen verteilt werden. In der Martinskirche in Dorking gibt es eine Plakette von Abraham Tucker, dem Autor von A Picture of Artless Love und The Light of Nature Pursued, der bis zu seinem Tod 1774 auf dem Anwesen von Betchworth Castle lebte.
Im 19. Jahrhundert sahen die Leute wenig praktische Verwendung für Burgen, und Betchworth Castle wurde durch ein neueres, größeres Haus auf dem Anwesen ausgestochen und daher schon bald, in den 1830er-Jahren aufgegeben. Die Burg wurde vom Miterben einer Bankendynastie, Harry Thomas Hope, aufgekauft und 1834 seinen Ländereien in Deepdene hinzugefügt. Er ließ Teile der Burg abreißen, um die Bausteine anderweitig zu verwenden. Ohne einen dauernden Pächter verfiel der Rest langsam und die Ruine diente dann als Folly.
Der Geschichtsforscher und Topograph Malden schrieb 1911:

„Wie man auf dem Druck in Watsons Memoiren sehen kann, muss das Herrenhaus, das Mitte des 15. Jahrhunderts ein früheres befestigtes Haus oder eine Burg ersetzt hat, mit seinen zinnenbewehrten Giebeln, Kamingruppen und Erkern extrem pittoresk gewesen sein, wie es mitten in den Rasenflächen und Gärten stand, die zum Fluss Mole abfielen. Der Efeu sprengt die Mauern und fast das einzige architektonische Detail ist ein Bogen über einem offenen Kamin. Eine bemerkenswert schöne Lindenallee führt zu der Ruine.“

## Geister
In der Burg soll ein schwarzer Hund (Hund des Todes) erscheinen, der in der Ruine des Nachts umherstreift und ebenso wird das Gelände der Burg (der Betchwork Park Golf Course) von bösen und unerklärlichen Dingen heimgesucht, deren Existenz mit Fotos bewiesen werden kann. Der Eigentümer „Lord Hope“ (ein Missinterpretation entweder für Henry Thomas Hope oder seinen Enkel Francis Pelham-Clinton-Hope, 8. Duke of Newcastle, der zur Übernahme des Namens durch seine Großmutter gezwungen wurde und Grundherr von Brockham wurde (siehe oben) und nicht von Deepdene) jagte und ermordete einen Gefangenen mit seinem Schwert. Später fand er heraus, dass er tatsächlich seinen eigenen Sohn umgebracht hatte. Man sagt, dass Lord Hope in tiefer Trauer nun durch die Ruinen wandelt.

## Heutige Nutzung
Ein öffentlicher Fußweg zum Gelände der Burgruine konnte durch eine Vereinbarung mit dem Betchworth Park Golf Club angelegt werden, aber die örtliche Verwaltung hat ihren Teil der Vereinbarung noch nicht geleistet. Die ganze Ruine ist aus Sicherheitsgründen mit einem festen Geländer umgeben, weil man den Einsturz von Mauerteilen befürchtet. Die Verwaltung will den Zugang begrenzen, aber derzeit können Besucher noch relativ nahe an die Ruinen kommen.

## Zukunft
Das Mole Valley Council, dem die Ruine gehörte, verkaufte sie 2008 für £ 1 an den hier ansässigen Martin Higgins, der mit Hilfe von English Heritage, dem Surrey Historic Buildings Trust und dem Mole Valley Council sowie auf eigene Kosten Anstrengungen unternommen hat, die Gebäudestruktur und das Anwesen zu sichern, damit sie öffentlich zugänglich gemacht werden können.